# Claudia Black
Claudia Black (* 11. října 1972 Sydney, Nový Jižní Wales) je australská herečka židovského původu. Když dospěla, strávila větší část života na Novém Zélandu a v Evropě, zvláště v Londýně. V Austrálii a na Novém Zélandu se Claudia Black stala proslulou zvláště prostřednictvím televizních seriálů, za zmínku rozhodně stojí hlavní role v seriálu City Life z roku 1996 a vedlejší role v seriálech A Country Practice nebo Farscape. Mezi českými diváky je známá díky roli Valy Mal Doran v posledních dvou řadách seriálu Hvězdná brána a v těchto filmech.
V českém znění ji dabuje například Kateřina Lojdová a další.

## Filmografie

### Film
| Rok  | Název                       | Role                       | Poznámky        |
| ---- | --------------------------- | -------------------------- | --------------- |
| 2012 | The Alchemist Agenda        | Ariel                      |                 |
| 2000 | Černočerná tma              | Sharon 'Shazza' Montgomery |                 |
| 2002 | Královna prokletých         | Pandora                    |                 |
| 2007 | Stolen Life                 | Kieru (hlas)               |                 |
| 2008 | Hvězdná brána: Archa pravdy | Vala Mal Doran             |                 |
| 2008 | Válečné hry 2: Kód smrti    | R.I.P.L.E.Y. (hlas)        |                 |
| 2008 | Hvězdná brána: Návrat       | Vala Mal Doran / Qetesh    |                 |
| 2011 | Rango                       | Angelique (hlas)           |                 |
| 2012 | Liga spravedlivých: Zánik   | Cheetah (hlas)             | Direct-to-video |
| 2012 | Strange Frame               | Parker C. Boyd (hlas)      |                 |
| 2013 | Rain from Stars             | Donna                      |                 |

### Televize
| Rok     | Název                          | Role                   | Poznámky                                                      |
| ------- | ------------------------------ | ---------------------- | ------------------------------------------------------------- |
| 1992    | Home and Away                  | Sandra                 | 2 díly                                                        |
| 1993    | Seven Deadly Sins              |                        | limitovaný seriál, 1 díl                                      |
| 1993    | G.P.                           | Joanna                 | díl: „A Thousand Flowers“                                     |
| 1993    | Záchranáři                     | Julia                  | díl: „Double Illusion“                                        |
| 1993–94 | A Country Practice             | Claire Bonacci         | hlavní role, 30 dílů                                          |
| 1996–98 | City Life                      | Angela Kostapas        | hlavní role, 26 dílů                                          |
| 1997    | Amazon High                    | Karina                 | TV film                                                       |
| 1997    | Poldové z přístavu             | Beth Williams          | díl: „All at Sea“                                             |
| 1997–98 | Herkules                       | Cassandra              | 2 díly                                                        |
| 1998    | Good Guys, Bad Guys            | Jill Mayhew            | díl: „Naughty Bits“                                           |
| 1999    | A Twist in the Tale            | Morgana                | díl: „Obsession in August“                                    |
| 1999    | Steel Angel Kurumi             | Mikhail (hlas)         | anglický dabing                                               |
| 1999–03 | Farscape                       | strážník Aeryn Sun     | hlavní role, 88 dílů                                          |
| 2000    | Xena                           | Karina                 | díl: „Lifeblood“                                              |
| 2001    | Pán šelem                      | Huna                   | díl: „Wild Child“                                             |
| 2004    | Farscape: The Peacekeeper Wars | Aeryn Sun              | limitovaný seriál, 2 díly                                     |
| 2004–07 | Hvězdná brána                  | Vala Mal Doran         | vedlejší role, 29 dílů                                        |
| 2007    | Dresden                        | Liz Fontaine           | díl: „The Other Dick“                                         |
| 2008    | Za svitu měsíce                | Uklízečka              | díl: „Sonata“                                                 |
| 2010    | Námořní vyšetřovací služba     | Velvet Road            | díl: „Na hranici“                                             |
| 2011    | 90210: Nová generace           | Guru Sona              | 3 díly                                                        |
| 2012    | Městečko Haven                 | Moira                  | díly: „Magická hodina - 1. část“ a „Magická hodina - 2. část“ |
| 2014    | Rick a Morty                   | Ma-Sha (voice)         | díl: „Raising Gazorpazorp“                                    |
| 2015    | The Originals                  | Dahlia                 | vedlejší role, 6 dílů                                         |
| 2016    | Containment                    | Sabine Lommers         | hlavní role, 13 dílů                                          |
| 2019    | Roswell: Nové Mexiko           | Ann Evans              | díl: „Barely Breathing“                                       |
| 2019    | Final Space                    | Sheryl Goospeed (Hlas) | díl: „The Notorious Mrs. Goodspeed“                           |